# Claude Cariven
Claude Cariven, né le 4 mai 1917 à  Paris et mort le 29 août 1984 à Paris, est un réalisateur français.

## Filmographie
Assistant réalisateur
- 1942 : Fièvres de Jean Delannoy
- 1945 : Le Père Serge de Lucien Ganier-Raymond
- 1948 : Toute la famille était là de Jean de Marguenat
- 1952 : Les Quatre Sergents du Fort Carré d'André Hugon

Réalisateur
- 1952 : L'amour n'est pas un péché